# Детройтская обсерватория
Детройтская обсерватория — астрономическая обсерватория, основанная в 1854 году в Анн-Арборе, штат Мичиган, США. Обсерватория также называется «Энн Арбор». Принадлежит Мичиганскому университету.

## Руководители обсерватории
- 1854—1863 — Франц Брюннов — первый директор обсерватории
- 1863—1879 — Уотсон, Джеймс Крейг — второй директор обсерватории
- 1879—1891 — Mark W. Harrington
- 1892—1905 — Asaph Hall Jr.[англ.]
- 1905—1926 — William Hussey[англ.]
- 1927—1929 — Ralph H. Curtiss
- 1930—1941 — Кертис, Гебер Дуст
- 1942—1945 — W. Carl Rufus
- 1945—1946 — A. D. Maxwell
- 1946—1960 — Голдберг, Лео
- 1960—1961 — Freeman D. Miller
- 1962—1970 — Orren Cuthbert Mohler
- 1970—1982 — Хилтнер, Уильям Альберт

## История обсерватории
Детройтская обсерватория была первым научно-исследовательским учреждением Мичиганского университета. Её строительство было профинансировано несколькими бизнесменами из Детройта при условии, что обсерватория будет носить имя их родного города. Позднее функции обсерватории были переданы более новой обсерватории Angell Hall Observatory. В 2005 году обсерватория была включена в состав исторической библиотеки.

## Инструменты обсерватории
- 15-см меридианный круг (1854 г.)
- 32-см рефрактор (1857 г.) — на момент установки он был третьим в мире по размеру рефрактором
- Студенческий 6-дюймовый рефрактор (1880 г.)
- Студенческий пассажный инструмент (1880 г.)
- 37,5-дюймовый рефлектор (1908 г.)

## Направления исследований
- Поиск астероидов

## Основные достижения
- 1863—1877 — Уотсон, Джеймс Крейг открыл 21 астероид в Детройтской обсерватории
- Открытие двух комет

## Известные сотрудники
- Холл, Асаф
- Judson B. Coit[англ.]
- Шеберле, Джон Мартин
- Маклафлин, Дин Бенджамин